# Megami Tensei
Megami Tensei (яп. 女神転生, кириліз.: Меґамі Тенсей, досл. «Реінкарнація богині»), міжнародно відома як Shin Megami Tensei (раніше — Revelations) — японська медіафраншиза, створена Аєю Нішітані, Коуджі «Cozy» Окадою, Ґінічіро Судзукі та Кадзунарі Судзукі. Переважно розробляється та видається компанією Atlus, яка належить Sega, і включає низку підсерій, охоплюючи різні піджанри рольових відеоігор — зокрема тактичні, бойовики та багатокористувацькі онлайнові. Перші дві гри серії були випущені компанією Namco (нині — Bandai Namco Entertainment), однак починаючи з виходу Shin Megami Tensei більшість ігор публікуються Atlus у Японії та Північній Америці. У Європі ігри видаються через сторонні компанії.
Франшиза була заснована на науково-фантастичній серії романів Digital Devil Story, написаній Аєю Нішітані. Назва серії походить від підзаголовка першої книги. Більшість ігор Megami Tensei — це самостійні проєкти з власними історіями та персонажами. Водночас вони мають спільні елементи: теми сюжету, можливість впливати на розвиток подій через вибір гравця, а також систему бою з використанням демонів або Персон, яких часто можна вербувати як союзників. У серії часто присутні елементи філософії, релігії, окультизму та наукової фантастики.
Хоча серія поступається за популярністю таким тайтлам як Final Fantasy чи Dragon Quest, вона має велику популярність у Японії та культовий статус на Заході, здобувши позитивні відгуки критиків і комерційний успіх. Серія відома своїм виразним художнім стилем, складністю ігроладу та музичним оформленням, але також викликала дискусії через дорослу тематику, похмурий тон і використання християнської релігійної символіки. Франшиза охоплює й інші медіа: манґу, аніме-фільми та телесеріали.
У Японії деякі ігри серії не мають у назві слів Megami Tensei, зокрема це стосується підсерії Persona. Багато ранніх ігор не були локалізовані через суперечливий зміст, зокрема релігійні мотиви, а згодом — через їх віковість. У локалізаціях англійською мовою використовується бренд Shin Megami Tensei з часу виходу Shin Megami Tensei: Nocturne у 2004 році.

## Ігри

### Головна серія
- Digital Devil Story: Megami Tensei
- Digital Devil Story: Megami Tensei II
- Shin Megami Tensei
- Shin Megami Tensei II
  - Shin Megami Tensei If...
  - Kyuuyaku Megami Tensei
  - Shin Megami Tensei: Nine
- Shin Megami Tensei III: Nocturne
  - Shin Megami Tensei: Imagine
- Shin Megami Tensei: Strange Journey
- Shin Megami Tensei IV
- Shin Megami Tensei IV: Apocalypse
  - Shin Megami Tensei: Strange Journey Redux
  - Shin Megami Tensei: Liberation Dx2
  - Shin Megami Tensei III Nocturne HD Remaster
- Shin Megami Tensei V
  - Shin Megami Tensei V: Vengeance

## Сприйняття
До здобуття популярності на Заході, серія Megami Tensei вже була однією з провідних ігрових франшиз в Японії, продавши понад чотири мільйони копій до 2003 року. Без урахування підсерії Persona, серія Megami Tensei до жовтня 2017 року продала близько 7,2 мільйона копій. Станом на жовтень 2018 року, основна серія досягла обсягів у 12,4 мільйона проданих фізичних та цифрових копій по всьому світу (включаючи завантаження безкоштовних ігор). Окрім того, підсерія Persona продала 9,3 мільйона копій, довівши загальні обсяги продажу франшизи до 21,7 мільйона копій (включно з безкоштовними завантаженнями) станом на 2018 рік. Станом на 2023 рік, без врахування Persona, серія Megami Tensei постачила 19,2 мільйона копій, включаючи безкоштовні тайтли. Станом на 5 березня 2024 року, підсерія Persona продала 22,6 мільйона копій по всьому світу. Згідно з опитуванням, проведеним Nikkei Entertainment 16 грудня 2023 року, середній вік фанатів серій Shin Megami Tensei і Persona в Японії становить 32 роки, а співвідношення чоловіків і жінок — 40:60.
Японський сайт 4Gamer.net назвав серію однією з найбільших рольових франшиз Японії. Автор UGO Networks К. Тор Єнсен назвав першу гру Megami Tensei першим успішним втіленням кіберпанку у відеоіграх, підкресливши унікальне поєднання наукової фантастики та окультизму, яке створює «справді унікальний вигаданий світ кіберпанку». Видання Nintendo Power зазначило, що Atlus завжди поєднує «знайомий геймплей» із несподіваними сетингами, як-от у Persona з її «історіями жахів сучасності» та «командами японських школярів», і додало, що Strange Journey — це «науково-фантастична версія тієї ж системи». У статті 1UP.com про вплив японської культури на західні ігри згадували серію Shin Megami Tensei поряд із Disgaea від Nippon Ichi Software. Курт Калата написав: «Вони не б’ють рекорди продажів, але здобули підпільний успіх і мають тисячі відданих фанатів». Автор GameSpot Ендрю Вестал назвав серію третьою за популярністю RPG-франшизою в Японії після Final Fantasy та Dragon Quest. Метью Коулман з IGN, згадуючи Nocturne, описав її як «виклик для жанру, який зазвичай обмежувався рятуванням принцес і очищенням світу від зла».
Ігри Digital Devil Story: Megami Tensei II та Shin Megami Tensei увійшли до списку «Топ-100 найулюбленіших ігор усіх часів» від Famitsu 2006 року на 58 і 59 місцях відповідно. У списку «Топ-20 RPG останнього десятиліття» від RPGFan лідирували дві гри Digital Devil Saga, а Persona 3 і Persona 4 посіли друге і четверте місця відповідно. Калата, пишучи для Gamasutra, назвав Nocturne однією з 20 обов'язкових до гри RPG. GameTrailers назвав систему бою «Press Turn» однією з найкращих серед JRPG, особливо у версії, використаній у Shin Megami Tensei IV.

### Суперечки
Попри схвальні відгуки, серія неодноразово потрапляла у центр суперечок як у Японії, так і за її межами. Серед проблемних тем — переговори з демонами, сцени самогубства та канібалізму, релігійна критика, змішання християнської та окультної символіки, політичні підтексти, зображення гомосексуальності та дивний дизайн демонів. Західні журналісти неодноразово звертали увагу на ці аспекти. Перший реліз Persona викликав занепокоєння через релігійні мотиви у назві. У щорічній премії 1UP.com за 2007 рік (Electronic Gaming Monthly, березень 2008) Persona 3 отримала титул «Найбільш суперечлива гра, яка не спричинила жодного скандалу». Автори зауважили: «Секс-скандал з Hot Coffee і поцілунки хлопців у Bully нічого не варті поруч із боями, ініційованими самогубствами, або романом між студентом і вчителькою у цій PS2-RPG». GamesRadar включив серію до списку «Суперечок, які чекають свого часу», зазначивши, що громадського обурення не було лише через нішовий статус серії. У подальшій статті для 1UP.com Калата пов'язав схильність до скандального змісту із романами Digital Devil Story, що містили сцени насильства та зґвалтування демонів, і додав: «Таке насильство не рідкість для японської анімації, але воно стало ще тривожнішим у Megami Tensei II». У китайському регуляторному документі 2021 року Shin Megami Tensei IV: Apocalypse було наведено як приклад неприйнятного зображення релігійних постатей.
У статті Black Gate, Джош Байсер писав: «Серія Shin Megami Tensei дуже схожа на Pokémon через змінний склад партії. Але Shin Megami Tensei з’явилась першою і є набагато зрілішою — як у дизайні, так і в сюжеті».